# Luis Flores Matías
Luis Alberto Flores Matías (San Pedro de Macorís, 11 aprile 1981) è un allenatore di pallacanestro ed ex cestista dominicano con cittadinanza statunitense.

## Carriera
Scelto dagli Houston Rockets con la 55ª scelta del draft NBA 2004, Flores viene subito girato ai Golden State Warriors che dopo qualche mese lo girano a loro volta ai Denver Nuggets, franchigia con cui fa solo un'apparizione.
Approda quindi in Italia, dove aiuta il Roseto Basket a restare in Serie A anche grazie ai suoi 20,7 punti di media. Nell'estate 2006 gioca nel torneo dominicano, mentre nel successivo dicembre torna in Serie A con la canotta di Reggio Emilia, formazione che retrocede a fine campionato.
La sua carriera prosegue con due parentesi nella natia Repubblica Dominicana e una brevissima parte di stagione disputata con l'Olympias Patrasso, dove viene svincolato già ad ottobre. Nel gennaio 2008 è di scena nella seconda serie italiana, la Legadue, ingaggiato dal Fabriano Basket. Poi milita nell'Hapoel Holon, campioni d'Israele l'anno precedente che quell'anno vinsero la coppa nazionale. Quindi calca i parquet di Russia e Ucraina, rientrando talvolta a giocare in patria.

## Palmarès
- Coppa di Israele: 1

Hapoel Holon: 2008-2009